# Snellenburg (kasteel)
Snellenburg was een kasteel in het Nederlandse dorp Benschop, provincie Utrecht.

## Geschiedenis
De Snellenburg zou rond 1250 zijn gesticht door Arent van Amstel op grond die hij had gekregen van Gijsbrecht van Amstel. Arent was gehuwd met Aleid van Asperen en noemde zich naar zijn nieuwe bezit Arent van Benschop. Hij kreeg een conflict met graaf Floris V, waarna hij in 1287 werd gedwongen om de Snellenburg in eigendom aan de graaf over te dragen om het vervolgens in leen weer terug te ontvangen.
In 1396 was Arent betrokken bij de moord op Floris V. In de nasleep van deze moord zal de Snellenburg zijn onteigend door de nieuwe Hollandse graaf, maar onder graaf Willem III is het kasteel weer terug gegaan naar de Van Amstels.
De naam van het kasteel duikt overigens pas voor het eerst op in 1321 met de vermelding van de toenmalige eigenaar: Arent van Snellenberch, een zoon van Arent van Benschop en Aleid.
In de 15e en 16e eeuw waren er enkele nazaten actief in de regio, zoals Willem van Snellenburch die in 1469 schout van Utrecht was. In 1500 was ene Arent van Snellenburch lid van de Utrechtse ridderschap.
In 1534 zou het kasteel in de strijd tussen Holland en Utrecht door brand zijn verwoest.
Het kasteel werd in 1300 al getypeerd als een ridderhofstad, maar kwam vanwege de verwoesting in 1534 niet voor in de lijst van ridderhofsteden uit 1536 en is dus nooit als zodanig erkend.

### Buitenplaats
Begin 18e eeuw bouwde de familie De Milan Visconti in Benschop de buitenplaats Mindael. In 1729 werd deze door hen hernoemd tot Snellenburg, met als doel het landhuis een middeleeuwse oorsprong te geven. Van dit landhuis is de benedenverdieping bewaard gebleven als onderdeel van de huidige boerderij Snellenburg. In de voorgevel van deze boerderij bevindt zich een steen met de tekst 'Riddermatig landgoed Snellenburch 1300'.
Het is niet aangetoond dat het landhuis Snellenburg (en dus ook de huidige boerderij) daadwerkelijk op dezelfde plek stond als het middeleeuwse kasteel Snellenburg. Mogelijk stond het kasteel in de oude dorpskern van Benschop.
Kasteel Ter Aa (Breukelen) ·
Aastein ·
Slot Abcoude ·
Amaliastein ·
Nieuw-Amelisweerd ·
Oud-Amelisweerd ·
Kasteel Amerongen ·
Kasteel Batestein (Harmelen) ·
Kasteel Batestein (Vianen) · 
De Beest ·
Bergestein ·
Beverweerd ·
Blasenburg ·
Blikkenburg ·
Blommesteyn ·
Bolenstein ·
Bolsweerd ·
Bottestein ·
Kasteel Broekhuizen ·
Bruinenburg ·
Huis Cammingha ·
Clarenborg ·
Coelhorst ·
De Batau ·
Dompselaer ·
Huis Doorn ·
Drakenburg (kasteel) ·
Drakensteyn ·
Kasteel Duurstede ·
Huis Ter Eem ·
Eijkelenburg ·
Emmickhuizen ·
Den Engh ·
Essenstein ·
Everstein (Everdingen) ·
Everstein (Jutphaas) ·
Den Eyck ·
Galesloot ·
Kasteel Geerestein ·
Gildenborgh ·
Kasteel Ten Goye ·
Grauwert ·
Grijpestein ·
Groenestein (Langbroek) ·
Kasteel Groeneveld (Baarn) ·
Groenewoude (Woudenberg) ·
Gunterstein ·
Kasteel de Haar ·
Kasteel Hagestein ·
Hamtoren ·
Kasteel Hardenbroek ·
Huis Harmelen ·
Ridderhofstad Heemstede ·
Kasteel Heemstede ·
Heimenberg ·
Heimerstein ·
Huis Herlaar ·
Ter Heul ·
Heulestein ·
Hindersteyn ·
Kasteel Ter Horst (Achterberg) ·
Isselt ·
Kasteel IJsselstein ·
Jagenstein ·
Kersbergen ·
Killestein ·
Kronenburg (kasteel) ·
Kasteel Levendaal ·
Lichtenberg (Woudenberg) ·
Lievendaal (Amerongen) ·
Landgoed Linschoten ·
Kasteel Linschoten ·
Lockhorst ·
Kasteel Loenersloot ·
Kasteel Lunenburg ·
Huis Maarsbergen ·
Marckenburg ·
Ter Meer ·
Ter Mey (Haarzuilens) ·
Huis te Mijdrecht ·
Huis te Mijnden ·
Kasteel Moersbergen ·
Kasteel Montfoort ·
Natewisch ·
Te Nesse ·
Kasteel Nijenrode ·
Nijenstein ·
Nijeveld ·
Noordwijk (Langbroek) ·
Huis te Oosterwijk ·
Oostwaard (Utrecht) ·
Op de Bol ·
Oud-Broekhuizen ·
Ridderhofstad Oudaan ·
Huis Oudegein ·
Oudenhorst ·
Plettenburg (kasteel) ·
Huis De Polle ·
Prattenburg ·
Kasteel Putkop ·
Randenbroek (park) ·
Remmerstein ·
Kasteel Renswoude ·
Rhijnauwen ·
Kasteel Rhijnestein ·
Huis Riebeek ·
Kasteel Rijnenburg ·
Rijnestein ·
Rijneveld ·
Kasteel Rijnhuizen ·
Rijningen ·
Huis Rijnsweerd ·
Rijpickerwaard · 
Kasteel Rijsenburg ·
De Roetert ·
Rumelaar ·
Kasteel Ruwiel ·
Royestein ·
Kasteel Sandenburg ·
Kasteel Schalkwijk ·
Kasteel Schonauwen ·
Schurenburg ·
Snaafburg ·
Snellenburg ·
Paleis Soestdijk ·
Steenhuis (Lopik) ·
Kasteel Sterkenburg ·
Stormerdijk ·
Landgoed Stoutenburg ·
Ten Massche ·
Valkenburg (Rhenen) ·
Huis te Velde ·
Kasteel Veldenstein ·
Hofstede te Vliet ·
Huis te Vleuten ·
Huis te Vliet (Lopik) ·
Huis te Vliet (Oudewater) ·
Vogelpoel ·
Huis te Voorn ·
Vredelant ·
Vronestein ·
Vuijlcop ·
Kasteel Walenburg ·
Wayenstein (Amerongen) ·
Kasteel Weerdenburg ·
Weerdesteyn ·
Weerestein ·
Hof ter Weyde ·
Wickenburgh ·
Wijnestein ·
Wiltenburg (Utrecht) ·
Kasteel van Woerden ·
Huis Woudenberg ·
Huis te Woudenberg (I) ·
Huis te Woudenberg (II) ·
Wulven ·
Kasteel Oud-Wulven ·
Wulvenhorst ·
Slot Zeist ·
Kasteel Zuilenburg ·
Zuileveld ·
Slot Zuylen ·
Huis Zuylenstein